# Peter II. Courtenayski
Peter II. Courtenayski (francosko Pierre de Courtenay) je bil leta 1216 in 1217 cesar konstantinopelskega Latinskega cesarstva, * 1150, † 1219.

## Življenje
Peter II. je bil sin Petra I. Courtenayskega (umrl 1183), najmlajšega sina Ludvika VI. Francoskega in njegove druge žene Adelajde Maurienske.
Prvič se je poročil z Agnezo Neversko, ki mu je kot doto prinesla grofije Nevers, Auxerre in Tonnerre.
Njegova druga žena je bila Jolanda Flandrijska, sestra Balduina in Henrika Flandrijskega, prvih dveh cesarjev Latinskega cesarstva. Peter je bil na križarskem pohodu leta 1190 in albižanskih križarskih pohodih leta 1209 in 1211 spremljevalec svojega bratranca, francoskega kralja Filipa Avgusta. Udeležil se je obleganja Lavaurja leta 1211 in bitke pri Bouvinesu leta 1214.
Ko je latinski cesar Henrik leta 1216 umrl brez potomcev, je bil za njegovega naslednika zbran Peter. Peter se je iz svoje rezidence v gradu Druyes z majhno vojsko odpravil na vzhod, da bi prevzel oblast v cesarstvu. Za cesarja ga je v baziliki svetega Lovrenca pred obzidjem v Rimu 9. aprila 1217 posvetil papež Honorij III. Od Benečanov si je sposodil nekaj ladij z obljubo, da bo zanje osvojil Drač. Ker mu to ni uspelo, se je v Konstantinopel odpravil po kopnem. V Epirju ga je ustavil despot Teodor Komnen Dukas in ga aretiral. Po dveh letih je v ječi umrl, verjetno zaradi slabega ravnanja. 
Peter nikoli ni zavladal kot latinski cesar. Med njegovo odsotnostjo je v cesarstvu kot regentka vladala žena Jolanda, ki je uspela priti v Konstantinopel. Njena naslednika sta bila njuna sinova Robert in Balduin.

## Družina
S prvo ženo Agnezo Neversko je ime hčerko
- Matildo, grofico Neversko

Zdrugo ženo Jolando Flandrijsko je imel deset otrok:
- Filipa (umrl 1226), markiza Namurja, ki je odklonil ponudbo, da bi postal latinski cesar
- Roberta (umrl 1228), cesarja Latinskega cesarstva
- Henrika (umrl 1229), markiza Namurja
- Balduina II. (umrl 1273), cesarja Latinskega cesarstva
- Margareto, markizo Namurja
- Elizabeto
- Jolando, poročeno z Andrejem II. Ogrskim
- Eleonoro, poročeno s Filipom Monfortskim, vladarjem Tira
- Marijo, poročeno z nikejskim cesarjem Teodorom I. Laskarisom
- Agnezo, poročeno z ahajskim knezom Geoffreyem II. Villehardouinom

Imel je tudi nezakonskega sina
- Geoffreya (umrl 1229), markiza Lavaurja